# Henry F. Phillips

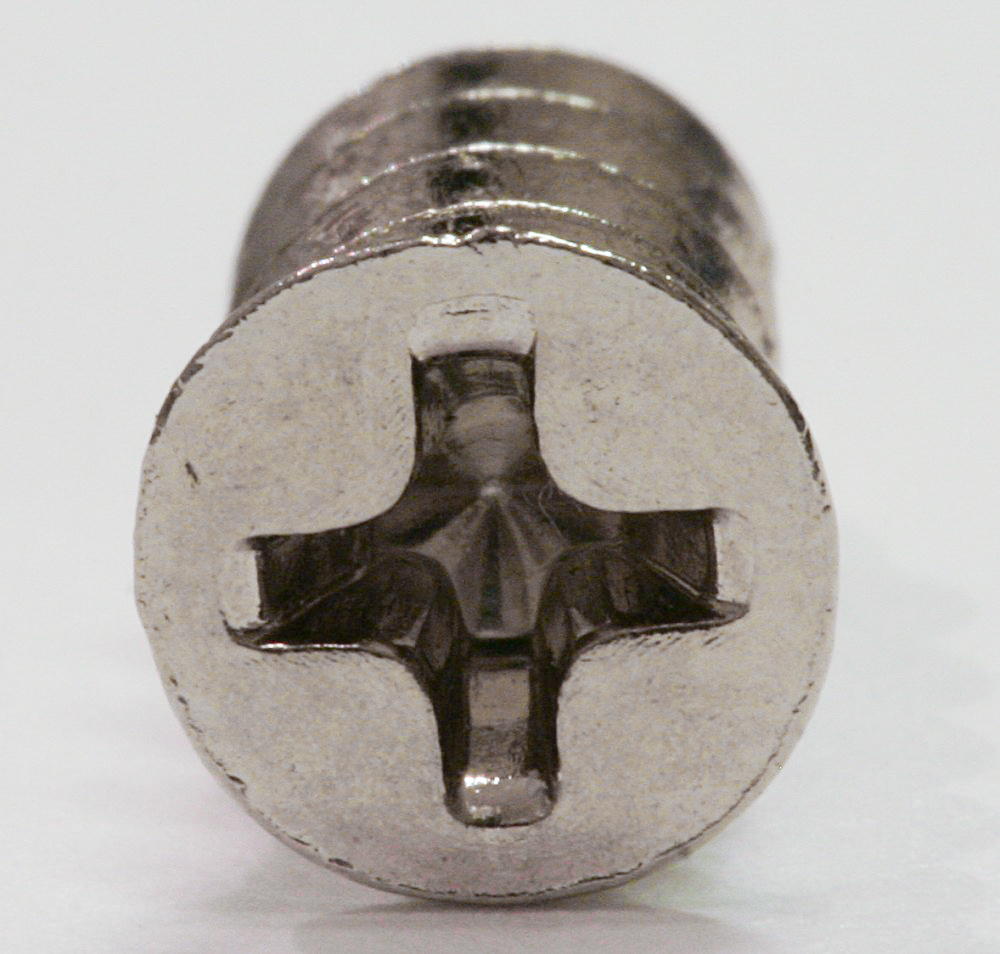
Phillips-kruiskopschroef

Henry Frank Phillips (Bolivar, Mississippi, 4 juni 1889 – Oregon, 13 april 1958) was een Amerikaans zakenman. Hij kocht het ontwerp van de kruiskopschroef en de kruiskopschroevendraaier en bracht het op de markt. In de VS spreekt men dan ook van een Phillips screw.
Het belangrijkste aan het ontwerp van deze kruiskopschroef is zijn zelfcentrerende eigenschap, die handig is voor geautomatiseerde productielijnen en elektrische schroevendraaiers. Phillips' grootste bijdrage was dat hij het concept van de schroef wist te introduceren bij schroeffabrikanten en in de auto-industrie.

## Biografie
Phillips was ingenieur en richtte in 1933 de Phillips Screw Company op. Hij was een bekende van John P. Thompson, die hem in 1935 het zelfcentrerende ontwerp verkocht, nadat het hemzelf niet gelukt was fabrikanten ervoor te interesseren. Phillips verfijnde het ontwerp (patenten 2.046.343 en 2.046.837 tot 2.046.840) voor de American Screw Company uit Providence (Rhode Island), waarna het binnen korte tijd door de industrie werd omarmd. Een van de eerste klanten was General Motors, dat het ontwerp gebruikte voor zijn productielijnen van de Cadillac. Rond 1940 had 85% van de schroeffabrikanten in de VS een licentie voor het ontwerp. In 1945 verkocht Phillips alle patenten aan de Ford Motor Company voor ongeveer 5 miljoen dollar. Vanwege gezondheidsproblemen ging Phillips in 1945 met pensioen. Hij overleed in 1958.